# Vuk (zviježđe)
Vuk (lat. Lupus) jedno je od 88 modernih i 48 originalnih Ptolemejevih zviježđa, pozicionirano između Kentaura i Škorpiona.